# Жечнюв-Кольонія
Жечнюв-Кольонія (пол. Rzeczniów-Kolonia) — село в Польщі, у гміні Жечнюв Ліпського повіту Мазовецького воєводства.
Населення — 343 особи (2011).
У 1975-1998 роках село належало до Радомського воєводства.

## Демографія
Демографічна структура станом на 31 березня 2011 року:
|          | Загалом | Допрацездатний вік | Працездатний вік | Постпрацездатний вік |
| -------- | ------- | ------------------ | ---------------- | -------------------- |
| Чоловіки | 176     | 30                 | 128              | 18                   |
| Жінки    | 167     | 30                 | 89               | 48                   |
| Разом    | 343     | 60                 | 217              | 66                   |